# Långholmen (vid Lemlaxön, Pargas)
Långholmen är en ö i Finland. Den ligger i Skärgårdshavet och i kommunen Pargas i landskapet Egentliga Finland, i den sydvästra delen av landet. Ön ligger omkring 20 kilometer söder om Åbo och omkring 140 kilometer väster om Helsingfors.
Öns area är 71,3 hektar och dess största längd är 2,2 kilometer i sydväst-nordöstlig riktning. Ön höjer sig omkring 45 meter över havsytan. I omgivningarna runt Långholmen växer i huvudsak barrskog.